# Старково (Битівський повіт)
Старково (пол. Starkowo, нім. Starkow) — село в Польщі, у гміні Тшебеліно Битівського повіту Поморського воєводства.
Населення — 337 осіб (2011).
У 1975-1998 роках село належало до Слупського воєводства.

## Демографія
Демографічна структура станом на 31 березня 2011 року:
|          | Загалом | Допрацездатний вік | Працездатний вік | Постпрацездатний вік |
| -------- | ------- | ------------------ | ---------------- | -------------------- |
| Чоловіки | 160     | 34                 | 112              | 14                   |
| Жінки    | 177     | 44                 | 102              | 31                   |
| Разом    | 337     | 78                 | 214              | 45                   |